# Episodi di December Bride (quinta stagione)
La quinta stagione della serie televisiva December Bride è andata in onda negli Stati Uniti dal 2 ottobre 1958 al 7 maggio 1959 sulla CBS.
| nº | Titolo originale        | Prima TV USA     |
| -- | ----------------------- | ---------------- |
| 1  | The Edgar Bergen Show   | 2 ottobre 1958   |
| 2  | The Alaska Show         | 9 ottobre 1958   |
| 3  | Fenwick Arms            | 16 ottobre 1958  |
| 4  | Bride's Father-in-Law   | 23 ottobre 1958  |
| 5  | The Chimp Show          | 30 ottobre 1958  |
| 6  | Hilda Gets Engaged      | 6 novembre 1958  |
| 7  | The Zsa Zsa Gabor Show  | 13 novembre 1958 |
| 8  | Horse Phobia            | 20 novembre 1958 |
| 9  | Tough Mother-in-Law     | 27 novembre 1958 |
| 10 | Power Saw               | 4 dicembre 1958  |
| 11 | The Post Office Show    | 11 dicembre 1958 |
| 12 | Car for Christmas       | 18 dicembre 1958 |
| 13 | Child of Nature         | 25 dicembre 1958 |
| 14 | The Beatnik Show        | 1º gennaio 1959  |
| 15 | The Nurse Show          | 8 gennaio 1959   |
| 16 | Pete Has a Baby         | 15 gennaio 1959  |
| 17 | Nurse is Fired          | 22 gennaio 1959  |
| 18 | Lily's Blind Date       | 29 gennaio 1959  |
| 19 | Lily's Advice Column    | 5 febbraio 1959  |
| 20 | The Hi-Fi Show          | 12 febbraio 1959 |
| 21 | The Scotch Show         | 19 febbraio 1959 |
| 22 | The Martian Show        | 26 febbraio 1959 |
| 23 | Lily Babysits           | 5 marzo 1959     |
| 24 | Ruth the Brain          | 12 marzo 1959    |
| 25 | Stan Loses His Nerve    | 19 marzo 1959    |
| 26 | The Texan, Rory Calhoun | 26 marzo 1959    |
| 27 | Linda on TV             | 2 aprile 1959    |
| 28 | Lily Goes Fishing       | 9 aprile 1959    |
| 29 | Lily Helps Twilly       | 16 aprile 1959   |
| 30 | Lily, the Example       | 30 aprile 1959   |
| 31 | Bald Baby               | 7 maggio 1959    |

## The Edgar Bergen Show
- Prima televisiva: 2 ottobre 1958

### Trama
- Guest star: Edgar Bergen (se stesso), Frances Bergen (se stessa)

## The Alaska Show
- Prima televisiva: 9 ottobre 1958

### Trama
- Guest star:

## Fenwick Arms
- Prima televisiva: 16 ottobre 1958

### Trama
- Guest star:

## Bride's Father-in-Law
- Prima televisiva: 23 ottobre 1958
- Diretto da: Fred De Cordova

### Trama
- Guest star: Roscoe Karns (Hodges), Ruta Lee (Carol Hodges)

## The Chimp Show
- Prima televisiva: 30 ottobre 1958

### Trama
- Guest star: Wally Brown (Henry Bascomb), Reta Shaw (Eleanor Bascomb)

## Hilda Gets Engaged
- Prima televisiva: 6 novembre 1958

### Trama
- Guest star: Dick Elliott (Stanley Poole)

## The Zsa Zsa Gabor Show
- Prima televisiva: 13 novembre 1958

### Trama
- Guest star: Zsa Zsa Gábor (se stessa), Lyle Talbot (Bill Monahan)

## Horse Phobia
- Prima televisiva: 20 novembre 1958

### Trama
- Guest star: Glenn Turnbull (Larry Gilbert), Norman Leavitt (Foster), Robert Carson (Hempstead)

## Tough Mother-in-Law
- Prima televisiva: 27 novembre 1958

### Trama
- Guest star: Lester Matthews (Lester)

## Power Saw
- Prima televisiva: 4 dicembre 1958
- Diretto da: Fred De Cordova
- Scritto da: Lou Derman, Arthur Julian, Bill Davenport

### Trama
- Guest star:

## The Post Office Show
- Prima televisiva: 11 dicembre 1958

### Trama
- Guest star:

## Car for Christmas
- Prima televisiva: 18 dicembre 1958

### Trama
- Guest star:

## Child of Nature
- Prima televisiva: 25 dicembre 1958

### Trama
- Guest star: Ross Ford (Harry Gibson), Frank Wilcox (dottor Craig), Tom Brown (Ralph Turner)

## The Beatnik Show
- Prima televisiva: 1º gennaio 1959

### Trama
- Guest star:

## The Nurse Show
- Prima televisiva: 8 gennaio 1959

### Trama
- Guest star: Isabel Randolph (Miss Twilly), Richard Erdman (Roy Miller)

## Pete Has a Baby
- Prima televisiva: 15 gennaio 1959

### Trama
- Guest star: Stafford Repp (poliziotto), Helen Jay (infermiera), Sid Melton (Bill), Barney Phillips (Chaplain Randolph), Terry Becker (Joe Carter), Louise Glenn (Ann Nichols)

## Nurse is Fired
- Prima televisiva: 22 gennaio 1959

### Trama
- Guest star: Isabel Randolph (Miss Twilly), Vikki Rubino (Linda)

## Lily's Blind Date
- Prima televisiva: 29 gennaio 1959

### Trama
- Guest star: Margie Liszt (donna), Paul Bryar (detective), William Forrest (Harry Howard), Henry Hunter (Daniel Turner), Roscoe Karns (Charlie Allen)

## Lily's Advice Column
- Prima televisiva: 5 febbraio 1959

### Trama
- Guest star: Roger Perry (Mayfair), Dick Elliott (Stanley Poole), Grandon Rhodes (Graves)

## The Hi-Fi Show
- Prima televisiva: 12 febbraio 1959

### Trama
- Guest star: Perry Ivins (Second Man), Robert F. Hoy (First Man), Nancy Kulp (Librarian)

## The Scotch Show
- Prima televisiva: 19 febbraio 1959

### Trama
- Guest star: Russell Arms (Ronnie MacDougall), Bethel Leslie (Nancy Lee Fairburn)

## The Martian Show
- Prima televisiva: 26 febbraio 1959

### Trama
- Guest star: Grandon Rhodes (Graves), Roger Perry (Mayfair)

## Lily Babysits
- Prima televisiva: 5 marzo 1959

### Trama
- Guest star:

## Ruth the Brain
- Prima televisiva: 12 marzo 1959

### Trama
- Guest star: Frank Cady (McCullough)

## Stan Loses His Nerve
- Prima televisiva: 19 marzo 1959

### Trama
- Guest star: Dick Elliott (Stanley Poole), Lisa Gaye (Lisa), Jim Davis (Don)

## The Texan, Rory Calhoun
- Prima televisiva: 26 marzo 1959
- Diretto da: Fred De Cordova

### Trama
- Guest star: Glenn Turnbull (Gilham), Sid Melton (Bill), Ralph Reed (Bobby Hamilton), Rory Calhoun (se stesso)

## Linda on TV
- Prima televisiva: 2 aprile 1959

### Trama
- Guest star: Peter Leeds (Lennie Heller), Vikki Rubino (Linda)

## Lily Goes Fishing
- Prima televisiva: 9 aprile 1959

### Trama
- Guest star:

## Lily Helps Twilly
- Prima televisiva: 16 aprile 1959

### Trama
- Guest star: Isabel Randolph (Miss Twilly), Leo Fuchs (Felix), Steven Geray (Maitre'd), Sue Bakkenson (cameriera)

## Lily, the Example
- Prima televisiva: 30 aprile 1959

### Trama
- Guest star: Jesse White (Harry), Allen Jenkins (Joe)

## Bald Baby
- Prima televisiva: 7 maggio 1959

### Trama
- Guest star: Portland Mason (Gloria)